# Erwin Galeski
Erwin Galeski (* 29. Oktober 1945) ist ein ehemaliger deutscher Fußballprofi. Von 1971 bis 1975 absolvierte er für den VfL Bochum in der Fußball-Bundesliga 87 Spiele.

## Karriere
Erwin Galeski spielte von 1965 bis 1975 ausschließlich für den VfL Bochum und war in dieser Zeit Stütze in einer Mannschaft mit so bekannten Namen wie Hans Walitza, Michael Lameck, Hermann Gerland und Franz-Josef Tenhagen. Er war vom Bochumer Verein Vorwärts Werne an die Castroper Straße gekommen.
Nachdem 1965 der Aufstieg in die Regionalliga West gelang, etablierte sich der Verein und konnte kurz darauf bereits um den Aufstieg in die Bundesliga mitspielen. Die besondere Klasse dieser Mannschaft zeigte sich bereits zu dieser Zeit, als sie 1968 das Endspiel um den DFB-Pokal erreichte. Zuvor hatte sie im Halbfinale den FC Bayern München ausgeschaltet. Galeski hatte dabei am Viertelfinalerfolg vor 32.000 Zuschauern am 11. April 1968 mit 2:0 Toren gegen Borussia Mönchengladbach mitgewirkt.
Während 1969 die Teilnahme an der Aufstiegsrunde knapp verfehlt wurde, spielte der VfL Bochum, nachdem die Regionalligameisterschaft gewonnen wurde, 1970 das erste Mal um den Aufstieg, scheiterte jedoch nach fünf Niederlagen in der Aufstiegsrunde. Dafür wurden 1971 die Aufstiegsspiele umso souveräner gewonnen, als der VfL mit nur einer Niederlage in acht Spielen in die höchste Spielklasse aufstieg. In der erfolgreichen Bundesligaaufstiegsrunde kam der Abwehrspieler zu sechs Einsätzen. Danach konnte in der Saison 1971/72 auf Anhieb der neunte Platz erreicht werden. Er gehörte auch dem VfL-Team unter Trainer Hermann Eppenhoff an, dass am 14. August 1971, mit einem 1:0-Heimerfolg gegen Eintracht Braunschweig in der Bundesliga debütierte. Die Abwehrformation des VfL setzte sich dabei aus Torhüter Hans-Jürgen Bradler, Reinhold Wosab, Manfred Rüsing, Galeski und Dieter Versen zusammen. Erwin Galeski absolvierte in der Bundesliga insgesamt 87 Bundesligaspiele für seinen Verein. Von 1965 bis 1971 hatte er für den VfL bereits 97 Spiele mit 18 Toren in der damals zweitklassigen Regionalliga West absolviert.
1975 beendete er seine Profilaufbahn und ging zu seinem Stammverein TuS Vorwärts Werne zurück.